# Fycologie

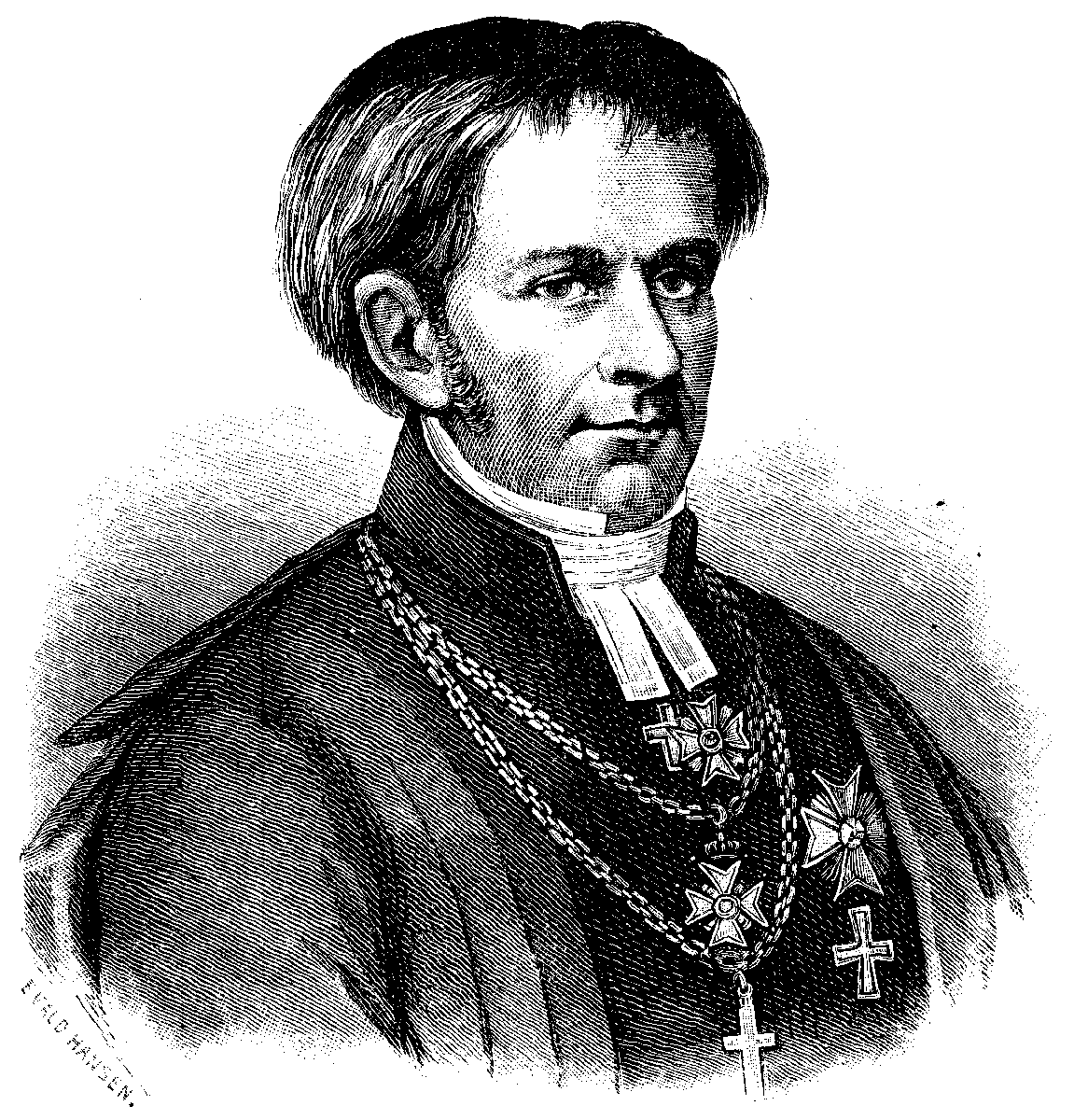
Carl Adolph Agardh, die gespecialiseerd was in algen

Fycologie of algologie is de wetenschappelijke studie van algen. Fycologie is een samentrekking van het Griekse φῦκος phukos (zeewier) en λόγος lógos (leer, kennis).
Prominente fycologen zijn Carl Adolph Agardh en Frank Round. In België zijn Eric Coppejans en Bart Van de Vijver enkele van de bekendere algologen.